# John E. Douglas
John E. Douglas (18 de junio de 1945) es un policía estadounidense retirado, exagente del FBI, y fue uno de los primeros en utilizar y elaborar perfiles criminológicos de criminales peligrosos.[cita requerida]

## Carrera
Douglas se unió al FBI en 1970, y su primera asignación fue en Detroit, Míchigan. Como agente de campo ejerció de francotirador en el equipo swat local y después se convirtió en negociador de rehenes. Lo transfirieron en 1977 a la Unidad de Ciencias del Comportamiento (BSU, por sus siglas en inglés) del FBI en Quantico, Virginia, donde enseñó técnicas de negociación de rehenes y utilizó la psicología criminal en la Academia del FBI en Quantico, Virginia, aplicada a agentes de nuevo ingreso, agentes de campo y oficiales de policía de todo el país. Creó y encabezó el programa del FBI de Perfiles Criminales y más tarde lo ascendieron a jefe de la Unidad de Apoyo Investigativo, una división del Centro Nacional de Análisis de Crímenes Violentos (NCAVC, por sus siglas en inglés).[cita requerida]
Mientras trabajaba en todo el país entrenando a la policía local, Douglas y su compañero Robert Ressler comenzaron a entrevistar a asesinos en serie y a otros agresores sexuales violentos en diferentes prisiones. Algunos de los criminales más conocidos de la historia reciente fueron entrevistados como parte de un estudio sin precedentes, entre ellos: David Berkowitz. Ted Bundy, John Wayne Gacy, Charles Manson, Lynette Fromme, Arthur Bremer, Sarah Jane Moore, Edmund Kemper, James Earl Ray, Sirhan Sirhan, Dennis Rader, Richard Speck, Monte Rissell, Donals Harvey, Joseph Kondro y Joseph Paul Franklin. En los años 70, él y Robert Ressler comenzaron a utilizar el término “serial killer” (asesino en serie), concepto que ya había comenzado a utilizar en 1930 el inspector policial alemán Ernst Gennat. El resultado fue el libro Homicidios sexuales: patrones y móviles, seguido por el Manual de Clasificación Criminal (CMM). Douglas recibió dos premios Thomas Jefferson a la excelencia académica de la Universidad de Virginia, por su trabajo en el estudio de criminales violentos. Además, junto con su compañero Mark Olshaker, escribió el famoso libro Mindhunter: cazador de mentes, que se publicó en 1995.[cita requerida]